# Профессор поэзии братьев Гримм
Профессор поэзии братьев Гримм (нем. Brüder-Grimm-Poetikprofessur) — почётная профессура Кассельского университета, учреждённая в 1985 году. Названа в честь известных немецких сказочников и лингвистов Якоба и Вильгельма Гримма, которые жили и работали в Касселе. Получивший эту награду писатель, драматург, художник или режиссёр становится на один семестр приглашённым профессором Кассельского университета, где читает курс лекций по поэтике и представляет свои работы.

## Профессора поэзии братьев Гримм
- Дитер Кюн (1985)
- Танкред Дорст (1986/1987)
- Ханс Иоахим Шедлих (1988)
- Клаус Харппрехт (1990)
- Оскар Пастиор (1991/1992)
- Гунтрам Веспер (1993/1994)
- Сара Кирш (1996)
- Герта Мюллер (1998)
- Фолькер Браун (2000)
- Людвиг Хариг (2001)
- Кристоф Хайн (2002)
- Марлен Штрерувиц (2003)
- Фридрих Кристиан Делиус (2004)
- Ева Демски (2005)
- Эрих Хакл (2006)
- Биргит Вандербеке (2007)
- Максим Биллер (2008)
- Инго Шульце (2009)
- Рафик Шами (2010)
- Фолькер Шлёндорф (2011)
- Уве Тимм (2012)
- Сибилла Левичарофф (2013)
- Илия Троянов (2014)
- Пауль Маар (2015)
- Свен Регенер (2016)
- Юли Цее (2017)
- Клаус Хоффер (2018)
- Фелиситас Хоппе (2019)
- Дорис Дёрри (2020 → 2022)
- Терезия Мора (2021)